# Anticira (Tessaglia)
Anticira (in greco antico: Ἀντίκυρα?, Antìkyra) era una città della Tessaglia situata nella zona del golfo Maliaco, vicino alla foce dello Spercheo. Strabone la chiama "Maliaca", per differenziarla da un'altra città dallo stesso nome.
Secondo Stefano di Bisanzio qui era coltivato l'elleboro della miglior qualità, e uno dei suoi cittadini somministrò la medicina ad Eracle quando quest'ultimo stava lavorando, durante la pazzia, in questa zona.
Ora la città è stata inglobata da Lamia, capoluogo della Ftiotide.